# Juliusz Kühl
Juliusz Kühl también conocido como Julius o Yehiel Kühl (nacido el 24 de junio de 1913 en Sanok, Polonia, murió el 13 de febrero de 1985 en Miami, Estados Unidos) fue un diplomático polaco, rescatador del Holocausto y, después de la Segunda Guerra Mundial, empresario de la construcción canadiense. Kühl es particularmente conocido por su papel en la producción de pasaportes falsos de América Latina por la Legación Polaca en Berna, Suiza, gracias a la cual sobrevivieron al Holocausto de varios cientos a varios miles de judíos en la Polonia y los Países Bajos ocupados por los alemanes.

## Primeros años
Juliusz Kühl nació poco antes de la Primera Guerra Mundial en Sanok, al sur de Polonia, que en ese momento era parte de la provincia austro-húngara de Galicia, en una familia judía ortodoxa. Cuando tenía cinco años, Sanok se convirtió en parte de la Segunda República Polaca y él mismo, su ciudadano.
Según Mark MacKinnon, a los nueve años lo enviaron a vivir con su tío en Zúrich porque su padre había muerto cuando él era pequeño y su madre quería que obtuviera una buena educación. La académica polaca Agnieszka Haska cita la nota autobiográfica inédita de Kühl y afirma que ingresó en la Universidad de Zúrich para estudiar economía, el tema que obtuvo en 1939.
En 1943 se casó con Yvonne Weill. La pareja tuvo tres hijas. Una de ellas se convirtió más tarde en esposa de Israel Singer, entre 1986 y 2001, Secretario General del Congreso Judío Mundial.

## Grupo de Berna y la operación de rescate del Holocausto
En marzo de 1940, Kühl trabajó en la Legación de Polonia en Suiza y Liechtenstein como empleado auxiliar. Después de la invasión alemana y soviética a Polonia y su posterior ocupación, la Legación permaneció leal al gobierno en el exilio polaco encabezado por el general Władysław Sikorski, que se comprometió a continuar la lucha contra las potencias del Eje.
Pronto el superior de Kühl, el ministro Tytus Komarnicki, fue reemplazado por Aleksander Ładoś, exmiembro del gobierno polaco en el exilio, que más tarde se convertiría en el protector y colaborador principal de Kühl y, después de la guerra, amigo personal y socio comercial. Kühl recibió la tarea de trabajar con refugiados polacos que llegaban en masa desde la Francia ocupada, Bélgica y los Países Bajos, la gran mayoría de los cuales eran judíos y polacos de ascendencia judía que escapaban de la persecución nazi.
A partir de 1941 Kühl y sus superiores, Stefan J. Ryniewicz y Konstanty Rokicki, supervisaron el mercado ilegal de pasaportes latinoamericanos comprados por las organizaciones judías para judíos en la Polonia ocupada. Los documentos fueron comprados a los [cónsul|cónsules]] y cónsules honorarios de, entre otros, Honduras, Haití y Bolivia o recibidos gratuitamente del consulado de El Salvador.
Particularmente fue el caso del cónsul honorario de Paraguay, el notario bernés Rudolf Hügli, que no produjo pasaportes, sino que vendió pases en blanco a la Legación de Polonia.
El cónsul Konstanty Rokicki ingresaría a mano los nombres y los datos personales de sus beneficiarios: judíos polacos y holandeses que podrían decir que eran ciudadanos de países neutrales y que en gran medida se los consideraba exentos de deportaciones a los campos de exterminación nazis alemanes. Se brindó ayuda especial a las personas dentro del gueto de Varsovia. [1]
Los fondos para adquirir los documentos fueron recaudados principalmente por el Congreso Judío Mundial representado por Abraham Silberschein y Agudath Yisrael y el líder de su filial suiza Chaim Eiss. En 1943, la policía suiza rompió el anillo y arrestó a Hügli, Kühl, Eiss y Silberschein para ser interrogados. En septiembre el Consejo Federal tomó la decisión de no reconocer la condición de Kühl  como 'empleado de la misión diplomática polaca'.
Probablemente ya en diciembre de 1942 la Gestapo sabía que la mayoría de los pasaportes latinoamericanos formaban parte de un proyecto de conspiración más grande y podían haber sido falsificados.
La policía suiza identificó a Kühl y Rokicki como los principales perpetradores. Un informe firmado por el Consejero Federal Edmund von Steiger el 21 de julio de 1943 declaró lo siguiente:
“Según los registros disponibles, los Sres. Konstanty Rokicki, vicecónsul de la Misión Diplomática Polaca en Berna, y el Dr. Julius Kühl, empleados en la misma Misión Diplomática en ese momento, también contribuyeron a organizar una cantidad importante de certificados de ciudadanía inexactos. para los judíos polacos en el territorio ocupado por Alemania. El Sr. Rokicki tiene una tarjeta azul emitida por usted. El estatus del Sr. Kühl era el de un extranjero tolerado, a quien se le concedió un límite de tiempo para la "preparación de la partida", en combinación con la prohibición de cualquier empleo remunerado o de emprender cualquier trabajo en marzo de 1940, cuando estaba empleado como asistente de servicio consular por la Misión Diplomática de Polonia. Le solicitamos amablemente que verifique si no debe emitir una advertencia firme al Sr. Rokicki de manera adecuada, y además solicitar el despido del Sr. Kühl del servicio de la Misión Diplomática de Polonia.” }}
Ya en enero de 1943, el propio Kühl - interrogado por la policía - admitió su participación en la producción de pasaportes y afirmó que los pasaportes paraguayos ya estaban en uso en 1939, esa vez sirvieron para permitir que los influyentes judíos polacos abandonaran la zona de ocupación soviética.

„Permítanme comenzar diciendo que no estuve involucrado en este asunto por mi propia voluntad, sino por orden de mi superior, el Cónsul Rokicki y el Consejero de Legación Ryniewicz. La cuestión de cómo podíamos obtener pasaportes extranjeros para ciudadanos polacos surgió por primera vez después de que Polonia cayó bajo la ocupación alemana y rusa, a fines de 1939 y comienzos de 1940. Principalmente, el tema en cuestión era evacuar de la parte ocupada por Rusia ciertas personas cuyo estado nos preocupaba. Pudimos hacer esto a través del Cónsul Hügli que nos proporcionó pasaportes paraguayos para tales personas. Los formularios del pasaporte se recogerían en cada ocasión del Sr. Hügli y luego se rellenarían por el Cónsul Rokicki y posteriormente se devolverían al Cónsul Hügli para su firma. Este último fue llevado a cabo por mí mismo en la mayoría de las ocasiones. Por la emisión de los pasaportes le pagaríamos a Hügli los montos entre 500 y 2.000 francos, según el caso y el número de personas. Ni la Misión Diplomática ni el Consulado ni a mí se han beneficiado de esta actividad de ninguna manera.” .

Aleksander Ładoś se negó a despedirlo e intentó extender su estatus. También intervino en la defensa de Kühl ante el ministro de Asuntos Exteriores suizo Marcel Pilet-Golaz y después de que finalizara la operación de pasaporte, el gobierno polaco en el exilio le otorgó a Kühl el estatus diplomático completo en enero de 1944 y el rango menor de agregado. Según Michal Potocki y Zbigniew Parafianowicz, toda la Legación Polaca incluida Kühl contribuyó a emitir 4000 pasaportes y salvó la vida de 400 personas.  Agudat Yisrael calculó el número de personas rescatadas en "muchos cientos". .

## Emigración y últimos años
Después de la toma del poder por parte de los comunistas en Polonia, Kühl, Ładoś, Ryniewicz y Rokicki abandonaron el servicio exterior y permanecieron en Suiza. Todos menos Rokicki intentaron una actividad comercial juntos. También se creía que Ładoś y Kühl estaban vinculados políticamente con el Partido Campesino Polaco, la única oposición no comunista permitida entre 1945 y 1947. Después del fiasco de su negocio, se separaron y emigraron a diferentes países. Más tarde Kühl a menudo regresaba a Suiza para viajes de negocios. A finales de los años 40 Kühl emigró primero a Nueva York y luego, de un corto período de tiempo, se mudó a Canadá donde vivió durante décadas en Toronto donde dirigiό una exitosa compañía de construcción. En 1980 se trasladó a Miami donde falleció cinco años después por una enfermedad pulmonar obstructiva crónica de la cual había padecido durante muchos años. Poco después su archivo privado fue donado al Museo Conmemorativo del Holocausto de los Estados Unidos. Juliusz Kühl prácticamente nunca habló en público sobre su papel en el asunto del pasaporte ni hizo mucho para conmemorar a sus antiguos colegas. Sin embargo, le dio mucho crédito a Aleksander Ładoś a quien se refirió como "el verdadero salvador".

## Controversias
El papel de Kühl en el llenado de los pasaportes es incierto. MacKinnon afirma que participó en el procedimiento a lo largo de Rokicki, pero parece poco probable dado que el propio Kühl admitió que el fraude principal generalmente había sido perpetrado por su superior polaco. La mayoría de los pasaportes encontrados en Paraguay contienen la misma escritura de mano que parece pertenecer a Rokicki en lugar de Kühl. También los líderes de las organizaciones judías se referían con mayor frecuencia a Rokicki como su punto focal. Sin embargo, es indiscutible que ambos desempeñaron un papel importante en la producción de los pasaportes y el contrabando, mientras que Ryniewicz y Ładoś aseguraron la cobertura diplomática de sus acciones. Los detalles de una gran parte de las actividades del Grupo de Berna siguen siendo desconocidos porque tenían carácter conspiratorio y Ładoś no informó al gobierno polaco en el exilio sobre los detalles, probablemente por miedo a la deconspiración.

## Reconocimiento
Siendo judío Kühl no es elegible para ser declarado justo entre las naciones por Yad Vashem. Sin embargo, es ampliamente reconocido como uno de los héroes de la resistencia judía al Holocausto. Su nombre apareció junto con los de Ładoś, Rokicki y Ryniewicz en una carta de agradecimiento enviada por Agudath Yisrael World Organization al gobierno polaco en el exilio.

## Trivia
Kühl hablaba y escribía fluidamente en polaco y en yiddish, el idioma hablado en ese momento por la mayoría de los judíos polacos. Los archivos contienen su correspondencia y notas escritas a mano en ambos idiomas. También usó las dos versiones de su nombre: el polaco Juliusz y el judío Yehiel, más tarde, debido a su baja estatura, apodado "Pequeño Hilek". Según su colega en tiempos de guerra, Stanisław Nahlik Kühl, se sirvió con entusiasmo del apodo.  Durante la Segunda Guerra Mundial se hizo amigo del nuncio papal Filippo Bernardini, con quien jugaba al tenis de mesa. Después de la Guerra recibió cartas personales de recomendación tanto de Bernardini como de Ładoś.